# Караев, Худойназар
Худойназар Караев — советский хозяйственный, государственный и политический деятель.

## Биография
Родился в 1905 году в селе Лянгарак. Член КПСС с 1932 года.
С 1920 года — на хозяйственной, общественной и политической работе. В 1920—1956 гг. — батрак, колхозник в Гармском районе, председатель колхоза в Гармском районе, секретарь парткома Калай-Сурхского сельсовета Гармского района, председатель Сарыпульского сельсовета, инструктор Гармского райкома партии, инструктор, третий секретарь Шульмакского райкома партии, третий, второй секретарь Калай-Хумбского райкома КП (б) Таджикистана, секретарь Гармского обкома партии, председатель исполкома Гармского областного Совета депутатов трудящихся, первый секретарь Гармского райкома КП (б) Таджикистана, председатель исполкома Новабадского городского Совета депутатов трудящихся, заместитель председателя исполкома Гармского областного Совета депутатов трудящихся, заместитель председателя исполнительного комитета Молотовабадского районного Совета депутатов трудящихся.
Избирался депутатом Верховного Совета Таджикской ССР.
Умер после 1956 года.